# Cruz Salmerón Acosta
Cruz María Salmerón Acosta (Manicuare, Venezuela, 3 de enero de 1892 – Manicuare, 30 de julio de 1929), fue un escritor y poeta venezolano conocido como el «poeta del martirio» y «solitario de la cima de Manicuare». Su obra –la mayoría sonetos– estuvo influenciada por la corriente del modernismo. Forma parte de la Generación del 18. 
Su primera formación la recibe en casa de Carlota y Petra González, vecinas de Manicuare. Luego se traslada a Cumaná para iniciar clases en la escuela de Pedro Luis Cedeño y cursa la secundaria en el Liceo Federal. En 1910 viaja a Caracas y comienza a estudiar Ciencias Políticas en la Universidad Central de Venezuela. Para 1911 escribe su primer soneto Cielo y Mar, dedicado a su amigo, el también poeta, José Antonio Ramos Sucre. Durante esta época es colaborador en publicaciones como: Satiricón, La U, Claros del Alba, Élite, Renacimiento, El Universal, El Nuevo Diario y Broche de Oro.
Dos años después es diagnosticado con lepra, luego de sentir dolores en los brazos y adormecimiento en las manos. Los médicos le aconsejan regresar a Manicuare antes de que sufriera un aislamiento sanitario. Salmerón prosiguió en sus estudios a pesar de la advertencia. Pero en 1913 vuelve a su pueblo, después de ser clausurada la universidad por el gobierno de Juan Vicente Gómez. 
Posterior a su regreso, su hermana Encarnación muere, al igual que su hermano Antoñico, asesinado por el jefe civil del pueblo. Ante este hecho, Salmerón decide enfrentarse a la autoridad y es encarcelado en Cumaná durante un año. Al salir de prisión se refugia nuevamente en Manicuare, en una pequeña casa construida especialmente para él. Allí pasará sus últimos quince años de vida.
Durante el mes de julio de 1929, Manicuare sufrió una aguda sequía. Al fallecer Cruz Salmerón Acosta, el 30 de julio, en el pueblo vuelve a llover. Esta coincidencia se ha convertido en leyenda y parte del acervo cultural de la región, expresado popularmente en piezas musicales como la Canción Cumanesa, del cantautor Alí Primera. Está enterrado en el cementerio de Manicuare.
Una recopilación de toda su obra lírica fue publicada en 1952 con el título Fuente de Amargura, como parte de las Ediciones Gratuitas de la Línea Aeropostal Venezolana. En 1983 su vida fue llevada el cine por el director Jacobo Penzo en la película La casa de agua. En su honor fue nombrado el municipio que alberga su pueblo natal.